# 秘法家

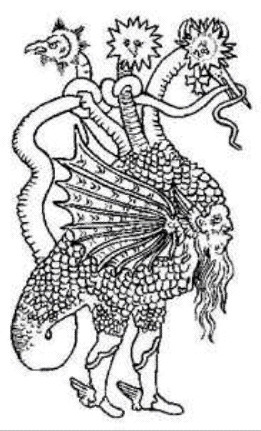
一幅古典的“秘法師（mystagogue）”藝術描寫圖解。

秘法師是倡導其他入教者進入神秘的信仰人，並且是了解著信仰體系之中神聖奧秘的教育家或人士，所以传授深奧秘密給予新入教的教徒。正因為如此，對於mystagogue（秘法師）在英文中有另一個尊稱的字彙是hierophant（中譯為：神聖導師），在塔羅牌22張大秘儀中的第五張牌出現的人物與牌底下是註明著Hierophant這一字彙，而且在中文塔羅牌術語裡這Hierophant是被翻譯為“教皇”。
在古代的秘密宗教之中，一位秘法師將會負責引導一名入教者進入秘密宗教崇拜的秘密教義和儀式之中。這入教者通常都是被蒙上眼睛的，並且秘法師會照字面地（literally）“引導”著他進入神聖的空間。
在早期的基督教教會裡，這個同樣的概念被用來描述主教的角色，主教角色是負責見證著慕道友（catechumens）准備好正當地進行洗禮。秘法師的訓誡（homilies），或者是講道（homilies）這都是與教會的聖禮一起施予給信眾的，是在為教會全體成員準備的最後階段給予的。有些時候這些秘法師的教導是不會給予的，必須直到在慕道友受洗之後才有資格領受。這些秘法師的著作最有名的是耶路撒冷的聖啟祿的《传授秘法的訓誡》（Mystagogical Homilies），以及這一部由米蘭的聖安波羅修所著的作品——《關於奧跡》（On the Mysteries）。
在各種組織中，秘法師是承擔著對於“神秘化”承諾的角色。這個術語有些時候是被用來指稱引導人們直達宗教場所的人士，這個宗教場所比如說是教堂，並解釋各種文物。這個神學分支有時被稱為神秘學。
在美國早先於歐洲人的往來與接觸前之秘法師傳說的版本之中，早期的美洲原住民部落圍繞著五大湖地區，教導說這個秘法師乃是一個精神領袖，並且死後將會變化成一個有許多頭的野獸。如果不符合他們的宗教習俗的話這秘法師將會以他的如野獸般的形式再出現並且以這些從部落中迷路的人為食。
這個秘法師的的歷史傳統今天以一種方式經由在美國的大學院校裡面的兄弟會（或譯為互助會、〔美國男性〕大學生聯誼會）體系中進行著，這個體系不論是在美國大學男性人生上的重要階段（所加入的兄弟會各分會）或者國家層面上對於一位秘法師而言是曾經在歷史上是佔有一席之地的。這秘法師是令人極為敬重的人士，而且他對關於組織的物質層面和精神層面事務兩方面的知識也不會受到質疑。在某種程度上與有些美洲原住民的傳統類似，兄弟會體系中的秘法師是有權力關閉其不符合習俗或者是傳統的兄弟會部門（parts）。
現代社會學研究的奠基人之一的馬克思·韋伯形容秘法師為一部分的魔法師與一部分的先知，並且是作為一位發放“含有救世福利的神奇行動（magical actions that contain the boons of salvation）”之人士。
根據羅伊·瓦利斯（Roy Wallis）所述，“韋伯想要區分先知與秘法師的主要標準是後者提供了一個很大的神奇的救贖方法而不是宣布一個完全的宗教倫理或應遵循的一個典範（The primary criterion that Weber had in mind in distinguishing the prophet from the mystagogue was that the latter offers a largely magical means of salvation rather than proclaiming a radical religious ethic or an example to be followed）”。